# Sergej Bagapš
(Sergej Bagapš, la cui moglie è di etnia georgiana)
Sergej Uasyl-ipa Bagapsh (in abcaso: Сергеи Уасыл-иҧа Багаҧшь; Sukhumi, 4 marzo 1949 – Mosca, 29 maggio 2011) è stato un politico abcaso, presidente dell'autoproclamata Repubblica di Abcasia, primo ministro dal 1997 al 1999 e presidente dal 2005 fino alla sua morte.

## Biografia
Prima della sua nomina a primo ministro Bagapsh si dedicò agli affari, fu primo segretario del Komsomol Abcaso e rappresentante permanente dei dirigenti abcasi.
Bagapsh diresse l'Abkhazia in un periodo in cui c'era un vero pericolo di ripresa del conflitto con la Georgia. Diresse il Paese mentre il suo leader Vladislav Ardzinba, non era più capace di governare, e per quest ebbe meno potere del suo predecessore. L'ex-presidente georgiano Eduard Shevardnadze affermò una volta rivolto a Bagapsh non avrebbe fatto passare nessuna risoluzione senza Ardzinba.
Le tensioni con la Georgia arrivarono al culmine nel maggio del 1998 quando il governo georgiano di Tbilisi dispiegò le sue forza attorno alla frontiera tra la Georgia e l'Abkhazia. Come risultato del conflitto noto anche come "Guerra dei sei giorni", 30.000 rifugiati georgiani attraversarono la frontiera nei pressi di Zugdidi e vennero bruciate 1.695 case georgiane.
Bagapsh era ministro dell'energia quando si iniziò a considerarlo come un possibile candidato dell'opposizione alle elezioni del 2004. Il 20 luglio 2004, i due principali movimenti d'opposizione, Amtsakhara e Abkhazia Unita, lo nominarono candidato unico per le elezioni presidenziali di ottobre (non riconosciute dalla comunità internazionale).
In tali elezioni, Bagapsh e il suo principale oppositore, Raul Khadjimba, si disputarono i risultati. La Commissione Elettoraleomisión Abcasa dichiarò all'inizio vincitore Khadjimba, ma la Corte Suprema dichiarò poi che Bagapsh aveva vinto con il 50,3% dei voti, tuttavia revocò questa decisione dopo che i sostenitori di Khadjimba assaltarono il palazzo della Corte. Quindi, Bagapsh e i suoi sostenitori minacciarono di proclamare il nuovo governo unilateralmente il 6 dicembre del 2004.
Così ai primi di dicembre Bagapsh e Khadjimba arrivarono ad un accordo per formare un governo di unità nazionale.
Il 12 gennaio del 2005 si celebrarono nuove elezione, e grazie all'accordo Bagapsh fu eletto presidente e Khadjimba nominato vicepresidente.
Quando nell'agosto del 2008 scoppia la seconda guerra in Ossezia del Sud decide di far scendere in campo le proprie truppe a fianco degli osseti insorti e dei russi loro alleati.
Muore il 29 maggio 2011 in un ospedale di Mosca, in seguito alle complicazioni insorte successivamente ad un'operazione ai polmoni alla quale era stato sottoposto.